# Eva Ngui
Eva Ngui Nchama (nascida em 9 de junho de 1985) é uma atleta paralímpica espanhola que compete sobretudo em provas de velocidade da classe T12. Conquistou duas medalhas de bronze nos Jogos Paralímpicos de Verão de 2008, realizados em Pequim, sendo uma nos 100 metros e outra nos 200 metros. Em 2011, faturou o bronze nos 100 metros do  Campeonato Mundial de Para-Atletismo.